# Roccagorga
Roccagorga – miasto i gmina we Włoszech, w regionie Lacjum, w prowincji Latina.
Według danych na rok 2010 miasto zamieszkiwało 4 766 osób, a gęstość jej zaludnienia wynosi 194,61 os./km².

## Miasta partnerskie
- Lędziny (Polska)[2]
- Uničov (Czechy)